# Norwegian Car Carriers
Norwegian Car Carriers ASA (ehemals Eidsiva Rederi ASA) ist eine norwegische Reederei mit Firmensitz in Oslo.

## Geschichte

Ehemaliges Logo der Eidsiva Rederi

Die Eidsiva Rederi wurde 1930 von Sverre Ditlev-Simonsen als Sverre Ditlev-Simonsen & Co gegründet und wird seit demselben Jahr an der Osloer Börse geführt. Die Reederei betrieb zunächst mehrere Stückgutschiffe und Tanker. Mit dem Beginn der Förderung von Nordseeöl, spezialisierte sich Eidsiva auf Bohrschiffe, die unter der Tochtergesellschaft SDS Drilling AS operierten. Die Gesellschaft wurde 1990 an die Ross Offshore Group und später an Transocean verkauft.
Mit dem Verkauf änderte Eidsiva erneut seine Strategie und verlagerte das Geschäftsfeld in den Bereich der Massengutfracht. Mitte der 1990er wurde auch dieser Plan nicht weiterverfolgt und Eidsiva stieg in den Ro-Ro-, Autotransport- und Fährmarkt ein.
Im Juli 2010 fusionierte Eidsiva mit dem norwegischen Autotransportunternehmen Dyvi Shipping AS und wurde in Norwegian Car Carriers ASA (NOCC) umbenannt.

## Flotte
Die Flotte der Eidsiva Rederi besteht zurzeit aus 13 Schiffen:

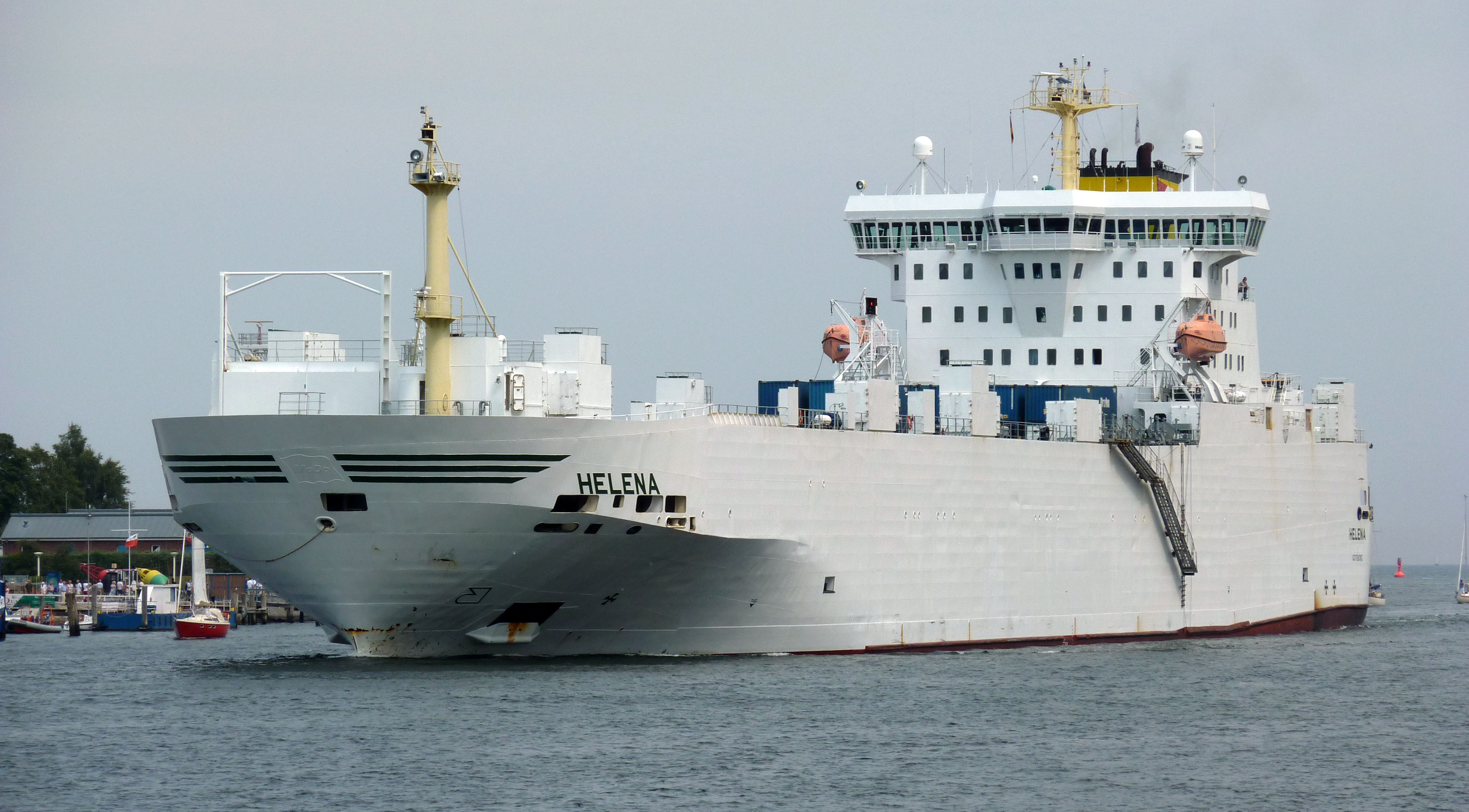
Die Helena in Travemünde (2009)

Autotransporter
- NOCC Kattegat
- NOCC Atlantic
- NOCC Pamplona
- NOCC Caribbean
- NOCC Caspian
- Dyvi Puebla
- NOCC Coral
- Dyvi Adriatic
- Dyvi Baltic
- Hyundai No. 203
- Vinni
- Vibeke

Ro-Ro-Schiffe
- Helena

Im Bau
- NOCC H.I. hull # 2534